# Coque Malla
Jorge Malla Valle, conegut com a Coque Malla, (22 d'octubre de 1969) és un músic i actor espanyol, famós per ser el líder del grup de rock Los Ronaldos.

## Biografia
Fill de l'actor Gerardo Malla i de l'actriu Amparo Valle, nasqué a Madrid l'any 1969. Als 15 anys, amb Ricardo Moreno, Luís García i Luís Martín formà el grup de rock Los Ronaldos, del qual serà la veu, guitarra i líder. El grup es caracteritzarà per les seves lletres descarades i actitud vacil·lant.
Amb els Ronaldos graven cinc discs: Los Ronaldos, Saca la lengua, Sabor salado, 0 i Idiota. Aconseguint grans èxits amb cançons com "Adiós papá", "Quiero más", "Qué vamos a hacer", "Por las noches", etc. La fama els portà a fer gires per Espanya, Xile i Cuba. El grup es dissolgué l'any 1998.
El 1995 col·labora en l'èxit de Los Rodríguez, Mucho Mejor del disc Palabras más, palabras menos. A partir d'aleshores es dedica a la seva carrera en solitari i a la seva faceta d'actor a pel·lícules com Todo es mentira.
L'any 2006 col·labora amb el grup musical Pereza, al disc Los Amigos de los animales, al tema "Algo para cantar". L'any 2007 col·labora amb Ariel Rot, al disc Dúos, tríos y otras perversiones, a la cançó "El Tiempo lo dirá".

## Discografia en solitari
- Un astronauta más (1999)
- Sueños (2004)
- La hora de los gigantes (2009)
- Termonuclear (2011)
- Mujeres (2013)
- Canta a Rubén Blades (2015)
- Revolución (2019)
- Aunque estemos muertos (2023)

## Filmografia

### Cinema
| Llargmetratges - Madregilda (1993) - ¡Dispara! (1993) - Todo es mentira (1994) - El efecto mariposa(1995) - La leyenda de Balthasar el Castrado (1996) - Nada en la nevera (1998) - Sex (2003) - Schubert (2005) - Días de cine (2007) - Íntimos y extraños. 3 historias y 1/2 (2008) - Gente en sitios (2013) | Curtmetratges - El columpio (1992) |

## Premis i nominacions
| Any  | Premi       | Categoria              | Títol              | Resultat  |
| ---- | ----------- | ---------------------- | ------------------ | --------- |
| 1995 | Premis Goya | Millor actor revelació | Todo es mentira    | Nominat   |
| 2019 | Premis Goya | Millor cançó original  | Este es el momento | Guanyador |